# الدوري الفيكتوري الممتاز 2011
الدوري الفيكتوري الممتاز 2011 هو موسم من الدوري الفيكتوري الممتاز ‏. فاز فيه Green Gully SC ‏.